# RTP Madeira
RTP Madeira (Ràdio i Televisió de Portugal Madeira) és el canal internacional de la televisió pública portuguesa per a Madeira. Seria l'equivalent a TV3, però adreçat als madeiresos, considerada com a regió autònoma de Portugal.
L'emissió es va inaugurar el 1972. L'RTP Madeira és doncs un derivat de l'RTPi (RTP Internacional), que s'ha continuat derivant per territoris o regions globals:
- RTP Internacional (per al públic portuguès essencialment europeu)
- RTP África (per al públic portuguès que via Àfrica)
- RTP Açores (per al públic portuguès que viu a les Açores)